# Кифер, Якоб
Якоб Кифер (3 декабря 1919 года — 18 января 1991 года) — бывший немецкий гимнаст. Участник летних Олимпийских игр 1952 и 1956 годов в спортивной гимнастике.

## Спортивные достижения
На летних Олимпийских играх 1952 и 1956 годов Якоб Кифер занял в командных соревнованиях, соответственно, четвёртое и пятое место. В индивидуальных соревнованиях его лучшим достижением было седьмое место на Олимпиаде 1956 года.
За свою спортивную карьеру он выиграл в 12 национальных чемпионатах на параллельных брусьях (1950, 1954), в упражнениях на коне (1950, 1951 и 1954), на кольцах (1950), в опорном прыжке (1950, 1954), на перекладине (1950), в вольных упражнениях (1950) и многоборье (1950, 1951).
Закончив выступать на соревнованиях, он работал тренером в спортивном клубе VfL Bad Kreuznach, потом дворником и экскурсоводом в музее Schlossparkmuseum.
С 1999 года его имя носят спортивная школа и многофункциональный спортивный зал в Бад-Кройцнахе, Германия.

## Награды
- Серебряный лавровый лист — высшая спортивная награда Германии (1951)
- Серебряный знак почета федеральной земли Рейнланд (1952)